# کاستیدفلس ۷۲۰۳۷
سیارک ۷۲۰۳۷ (به انگلیسی: 72037 Castelldefels، نامگذاری:2000XN44) هفتاد و دو هزار و سی و هفتمین سیارک کشف شده‌است که در ۱۰ دسامبر ۲۰۰۰ کشف شد.